# Jai Johanny Johanson
Jai Johanny Johanson (Ocean Springs, Misisipi; 8 de julio de 1944), conocido por su nombre artístico Jaimoe, es un baterista y percusionista estadounidense. Fue uno de los miembros fundadores de la banda de rock sureño The Allman Brothers Band. También hizo parte de la agrupación Sea Level, con la que grabó los álbumes Sea Level y Cats on the Coast, ambos en 1977.

## Discografía

### The Allman Brothers Band
- The Allman Brothers Band (1969)
- Idlewild South (1970)
- At Fillmore East (1971) (Live)
- Eat a Peach (1972) (Studio & Live)
- Brothers and Sisters (1973)
- Win, Lose or Draw (1975)
- Enlightened Rogues (1979)
- Reach for the Sky (1980)
- Seven Turns (1990)
- Shades of Two Worlds (1991)
- Where It All Begins (1994)
- Peakin' at the Beacon (2000) (Live)
- Hittin' the Note (2003)

### Sea Level
- Sea Level (1977)
- Cats on the Coast (1977)

### Jaimoe's Jasssz Band
- Ed Blackwell Memorial Concert 2/27/2008 (2008)
- Live at The Double Down Grill 1/28/2006 (2008)
- Renaissance Man (2011)